# Turquoise (Bourse)
Pour les articles homonymes, voir Turquoise.
Turquoise est un système multilatéral de négociation (SMN), c'est-à-dire un marché boursier alternatif, établi à Londres.

## Histoire
Il est lancé le 22 septembre 2008 en Europe par une dizaine des plus grandes banques de marché internationales (BNP Paribas, Citigroup, Crédit suisse, Deutsche Bank, Goldman Sachs, Merrill Lynch, Morgan Stanley, Société générale et UBS). Dès son lancement en 2008, Turquoise a proposé une offre de dark pool (plateforme de négociation permettant à ses clients de rester anonymes), qui fut la première en Europe.
En décembre 2009, LSE Group lance une offre pour acquérir une participation de 60 % dans Turquoise avant de fusionner ce dernier avec sa filiale Baikal. Dans le même temps, LSE annonce vendre à la suite de cette acquisition 9 % de celle-ci à d'autres investisseurs.